# Balog Tibor (labdarúgó, 1963)
Balog Tibor (Kiskunmajsa[forrás?], 1963. december 31. –) válogatott labdarúgó, hátvéd.

## Pályafutása

### Klubcsapatban
A Vasas csapatában mutatkozott az élvonalban 1980. november 22-én a Kaposvári Rákóczi ellen, ahol csapata 5–2-re győzött. 1980 és 1989 között 193 bajnoki mérkőzésen szerepelt angyalföldi színekben és három gólt szerzett. Kétszeres magyar kupa-győztes a csapattal.
1989–90-es idényben az Újpesti Dózsa együttesében szerepelt és tagja volt a bajnokcsapatnak. Utolsó élvonalbeli mérkőzésen a Bp. Honvéd együttesét 2–0-ra győzte le csapata.

### A válogatottban
1985 és 1989 között 12 alkalommal szerepelt a válogatottban.

## Sikerei, díjai
- Magyar bajnokság
  - bajnok: 1989–90
  - 3.: 1980–81
- Magyar kupa (MNK)
  - győztes: 1981, 1986

## Statisztika

### Mérkőzései a válogatottban
| Magyarország | Magyarország        | Magyarország                  | Magyarország     | Magyarország | Magyarország | Magyarország | Magyarország | Magyarország |
| #            | Dátum               | Helyszín                      | Hazai            | Eredmény     | Vendég       | Kiírás       | Gólok        | Esemény      |
| ------------ | ------------------- | ----------------------------- | ---------------- | ------------ | ------------ | ------------ | ------------ | ------------ |
| 1.           | 1985. december 14.  | Toluca                        | Mexikó           | 2 – 0        | Magyarország | barátságos   | -            | 79'          |
| 2.           | 1986. január 30.    | El, ben-Khalifa-stadion (QAT) | Ázsia-válogatott | 0 – 3        | Magyarország | barátságos   | -            | 46'          |
| 3.           | 1986. február 1.    | Doha, el-Kabir-stadion (QAT)  | Ázsia-válogatott | 0 – 2        | Magyarország | barátságos   | -            | 77'          |
| 4.           | 1986. szeptember 9. | Oslo, Ullevaal Stadion        | Norvégia         | 0 – 0        | Magyarország | barátságos   | -            |              |
| 5.           | 1988. március 16.   | Budapest, Népstadion          | Magyarország     | 1 – 0        | Törökország  | barátságos   | -            |              |
| 6.           | 1988. március 26.   | Brüsszel, Heysel Stadion      | Belgium          | 3 – 0        | Magyarország | barátságos   | -            |              |
| 7.           | 1988. április 27.   | Budapest, Népstadion          | Magyarország     | 0 – 0        | Anglia       | barátságos   | -            |              |
| 8.           | 1988. május 4.      | Budapest, Népstadion          | Magyarország     | 3 – 0        | Izland       | barátságos   | -            |              |
| 9.           | 1988. május 10.     | Budapest, Népstadion          | Magyarország     | 2 – 2        | Dánia        | barátságos   | -            |              |
| 10.          | 1988. május 17.     | Budapest, Népstadion          | Magyarország     | 0 – 4        | Ausztria     | barátságos   | -            |              |
| 11.          | 1989. április 4.    | Budapest, Népstadion          | Magyarország     | 3 – 0        | Svájc        | barátságos   | -            | 46'          |
| 12.          | 1989. április 26.   | Taranto, Jacovone Stadion     | Olaszország      | 4 – 0        | Magyarország | barátságos   | -            |              |
|              | Összesen            |                               |                  | 12           | mérkőzés     |              | 0            | gól          |